# 国縫インターチェンジ
国縫インターチェンジ（くんぬいインターチェンジ）は、北海道山越郡長万部町字国縫にある道央自動車道のインターチェンジである。
久遠郡せたな町方面へのアクセス強化として一部整備されている渡島半島横断道路（地域高規格道路）の起点となっている。

## 歴史
- 2000年（平成12年）12月20日：渡島半島横断道路の花石道路が供用開始[2][3]。
- 2001年（平成13年）11月19日：長万部IC - 国縫IC間が開通。
- 2006年（平成18年）11月18日：国縫IC - 八雲IC間が開通[4]。
- 2011年（平成23年）3月1日：渡島半島横断道路の国縫道路が供用開始[5]。
- 2018年（平成30年）12月 : IC番号を「16」から「10」に変更[注 1]。

## 周辺

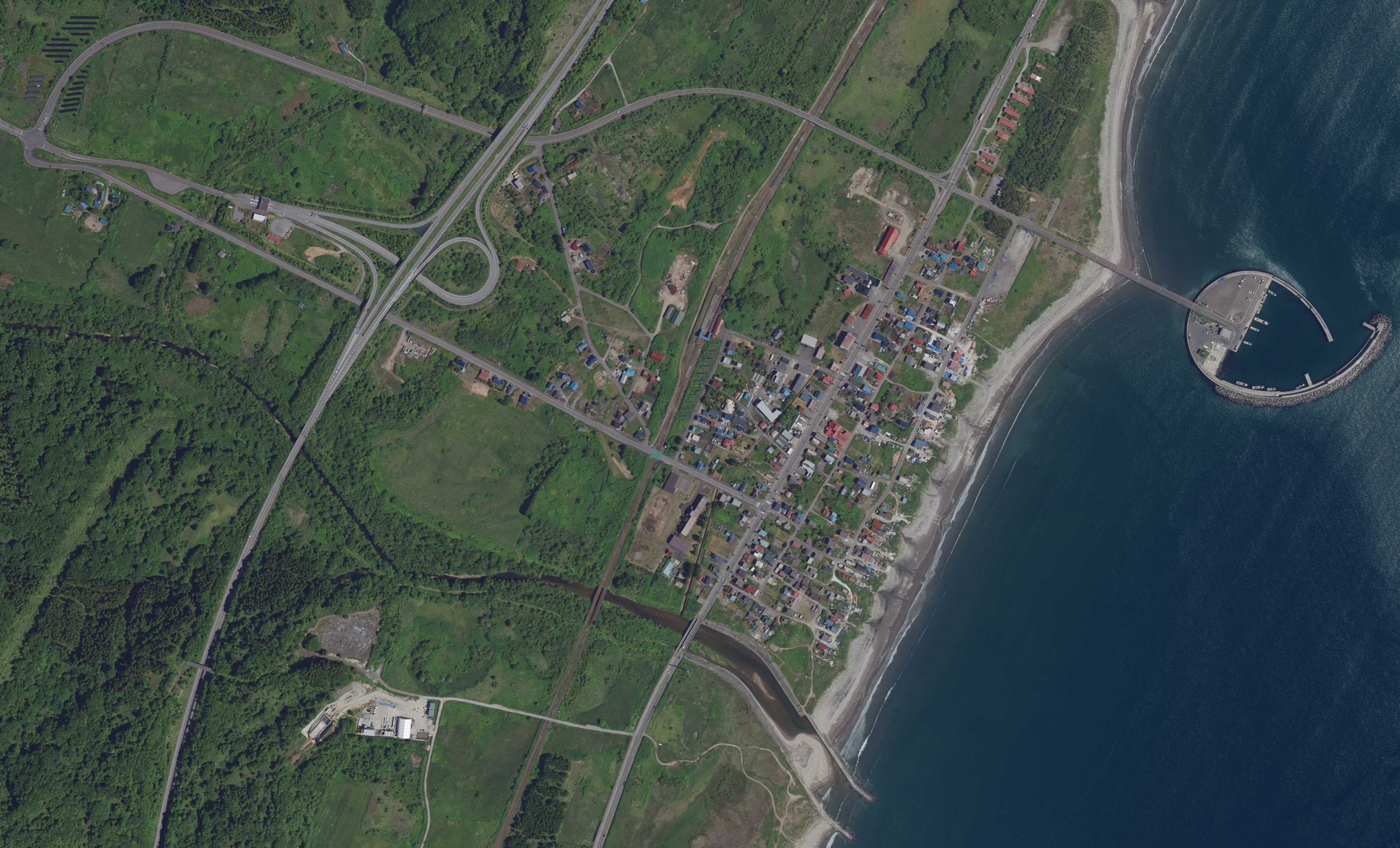
。2022年6月撮影。左がインターチェンジ、右が国縫漁港。

- 国縫駅（JR北海道・函館本線）
- 国縫漁港

## 接続する道路
- 直接接続
  - 国道230号
    - 渡島半島横断道路（地域高規格道路）

- 間接接続
  - 国道5号

## 隣
E5 道央自動車道
(9)八雲IC - (10)国縫IC - 国縫PA（計画中） - (11)長万部IC